# 大阪府道211号中津原寺元線
大阪府道211号中津原寺元線（おおさかふどう211ごう なかつはらてらもとせん）は、大阪府南河内郡千早赤阪村から河内長野市に至る一般府道である。

## 概要
南河内郡千早赤阪村大字中津原から河内長野市寺元に至る。
ほとんどの区間において両側2車線であるが、中津原隧道の区間は幅員狭小となっていて、大型車両での通行は困難となっているため、大阪府道201号甘南備川向線や大阪府道214号河内長野千早城跡線で代替されることが多い。

### 路線データ
- 起点：南河内郡千早赤阪村大字中津原（中津原交差点、大阪府道209号東阪三日市線交点）
- 終点：河内長野市寺元（川上駐在所前交差点、国道310号上、大阪府道209号東阪三日市線交点）

## 路線状況

### 重複区間
- 大阪府南河内広域農道（南河内郡千早赤阪村大字中津原 - 河内長野市鳩原）
- 国道310号（河内長野市鳩原 - 河内長野市寺元・川上駐在所前交差点（終点））

### 道路施設

#### 橋梁
- 中津橋（佐備川、南河内郡千早赤阪村）

#### トンネル
- 中津原隧道：延長46 m、1930年（昭和5年）竣工、南河内郡千早赤阪村

1930年（昭和5年）に開通した延長46 mのトンネルで、高さ3.6 m、幅4.6 mしかなく、高さ3 m以上の車両の通行は制限されている。老朽化に伴って2001年（平成13年）3月にPCL工法による壁面補強が行われており、外見上は比較的新しく見える。この区間の迂回路があるが、そちらも大型車両の通行は困難な村道しかない。

## 地理

### 通過する自治体
- 大阪府
  - 南河内郡千早赤阪村 - 河内長野市

### 交差する道路
| 交差する道路                                             | 市町村名   | 市町村名   | 交差する場所 | 交差する場所              |
| -------------------------------------------------------- | ---------- | ---------- | ------------ | ------------------------- |
| 大阪府道209号東阪三日市線                                | 南河内郡   | 千早赤阪村 | 大字中津原   | 中津原交差点 / 起点       |
| 大阪府南河内広域農道 / 南河内フルーツロード 重複区間起点 | 南河内郡   | 千早赤阪村 | 大字中津原   |                           |
| 国道310号 重複区間起点                                   | 河内長野市 | 河内長野市 | 鳩原         |                           |
| 大阪府南河内広域農道 / 南河内フルーツロード 重複区間終点 | 河内長野市 | 河内長野市 | 鳩原         |                           |
| 国道310号 重複区間終点 大阪府道209号東阪三日市線         | 河内長野市 | 河内長野市 | 寺元         | 川上駐在所前交差点 / 終点 |

### 沿線
- 中津神社
- 小吹八坂神社
- 西恩寺
- 観心寺